# Кудепстинский виадук
Куде́пстинский виаду́к — автодорожный мост в Хостинском районе города Сочи Краснодарского края России. Расположен на федеральной трассе А147 Джубга-Адлер (автострада Сочи-Адлер) над микрорайоном Кудепста и долиной реки Кудепста у впадения её в Чёрное море.

## Описание
Начинается с северо-запада развязкой на пересечении с Сухумским шоссе. Оканчивается на юго-востоке развязкой с тем же шоссе, переходя в улицу Ленина микрорайона Курортный Городок Адлерского района города.

## История
Возведён трестом Главмостострой в рамках реконструкции автодороги Хоста — Кудепста, строительство подъездных путей к виадуку осуществлялось трестом Главдорстрой. Движение по виадуку открыто 29 октября 1975 года. В 1975 материалы о реконструкции дороги были выставлены на показ на ВДНХ (павильон «Транспортное строительство») и удостоены серебряной медали.